# Utansjö
Utansjö est une ville de Suède dans le comté de Västernorrland.

## Géographie

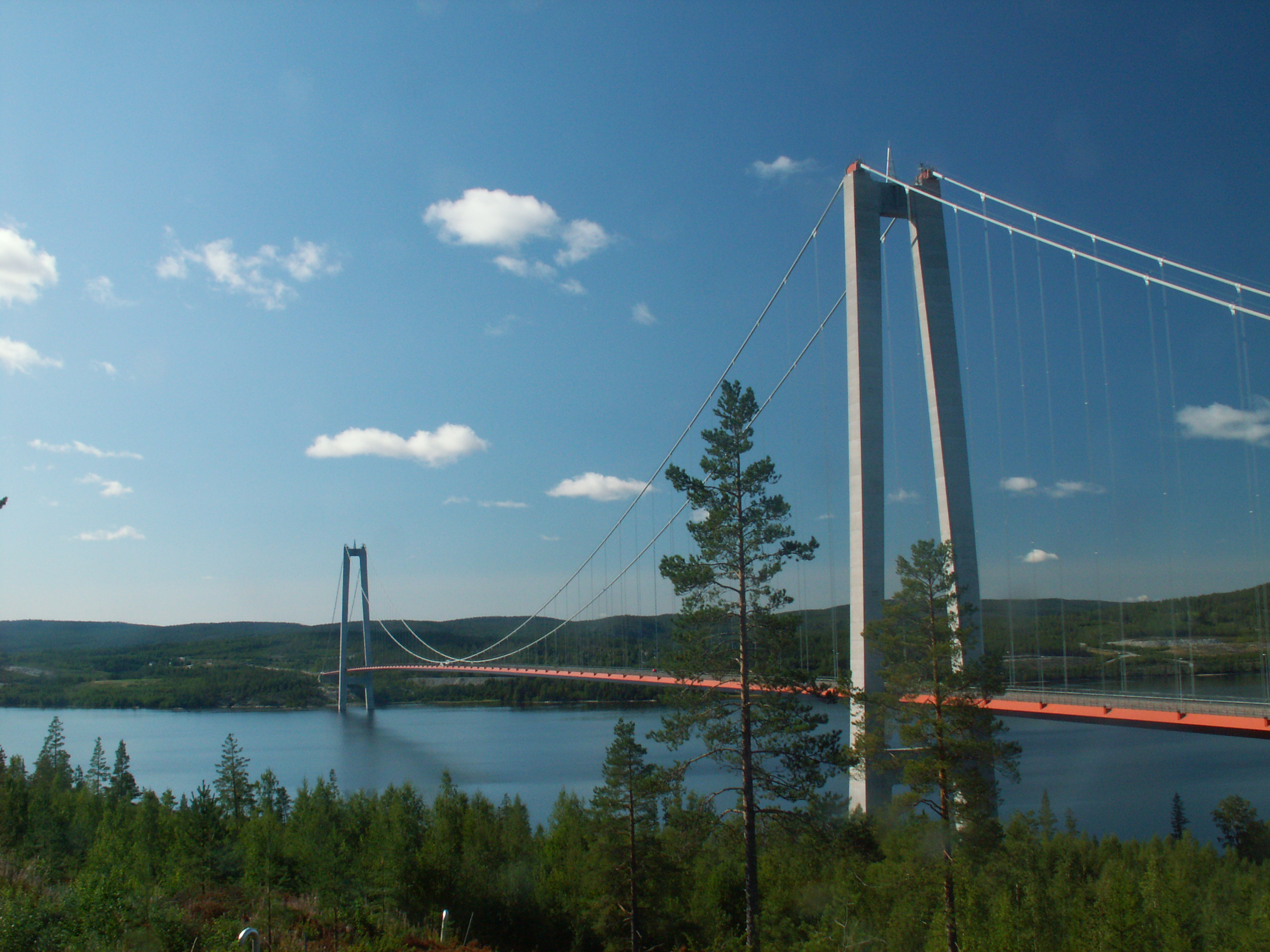
Le pont de Höga Kusten
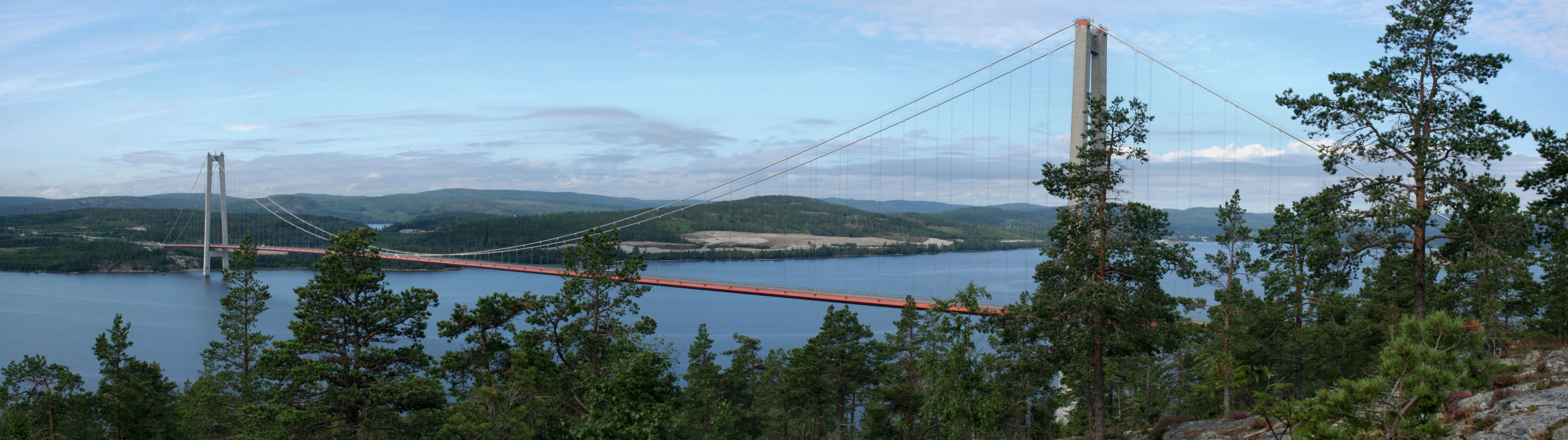